# غریبه (آلبوم ابی)
آلبوم غربیه (بهترین‌های ابی ۱) در سال ۱۹۹۲ (۱۳۷۱ ه‍. ش) از طرف پارس ویدئو روی لوح فشرده منتشر شد. پارس ویدئو این آلبوم را در سال ۱۹۹۰ (۱۳۶۹ ه‍. ش) روی کاست منتشر کرده بود.

## فهرست ترانه‌ها
| # | نام ترانه     | ترانه‌سرا      | آهنگساز            | تنظیم‌کننده         |
| - | ------------- | ------------- | ------------------ | ------------------ |
| ۱ | همدم          | اردلان سرفراز | فرید زلاند         | منوچهر چشم‌آذر      |
| ۲ | غریبه         | لیلا کسری     | فرید زلاند         | آندرانیک آساطوریان |
| ۳ | خورشید بی‌حجاب | شهیار قنبری   | آندرانیک آساطوریان | آندرانیک آساطوریان |
| ۴ | هزار و یکشب   | اردلان سرفراز | فرید زلاند         | منوچهر چشم‌آذر      |
| ۵ | آبی           | اردلان سرفراز | فرید زلاند         | منوچهر چشم‌آذر      |
| ۶ | قاصد          | لیلا کسری     | فرید زلاند         | آندرانیک آساطوریان |